# Deutsche Nordsee-Zeitung – Hannoversche Handels-Zeitung
Die Deutsche Nordsee-Zeitung – Hannoversche Handels-Zeitung erschien erstmals am 1. März 1864 in Hannover im Klindworth-Verlag. Sie war eine nur lokal erscheinende Zeitung und enthielt amtliche Nachrichten. Die Übersicht Hannoversche Zeitungen der Gottfried Wilhelm Leibniz Bibliothek führt sie auf. Die letzte Ausgabe erschien vermutlich um 1866. Das Stadtlexikon Hannover enthält kein Stichwort zu der Zeitung.